# Zushi
Zushi (japanska: 逗子市?, Zushi-shi) är en stad i Kanagawa prefektur i Japan. Staden fick stadsrättigheter 1954.